# Enriquillo-tó
Az Enriquillo-tó (spanyolul Lago Enriquillo) a Dominikai Köztársaság legnagyobb tava. Különlegessége, hogy a benne levő vízmennyiség, ezáltal pedig a tó területe is folyamatosan növekszik. A sós vizű tó és környéke 2002 óta a Ramsari Egyezmény alá tartozik.

## Földrajz
A közel 300 km²-es, folyamatosan változó (az utóbbi években növekvő) területű tó a Dominikai Köztársaság délnyugati részén található, közel Haiti határához, Bahoruco és Independencia tartományok területén. Egy olyan tengercsatorna maradványa, amely egykor a Neiba- és a haiti Port-au-Prince-i-öblöt kötötte össze. Története során voltak olyan időszakok, amikor a nagyfokú párolgást nem tudta ellensúlyozni a vízgyűjtőjére lehulló csapadék (illetve az abból a tóba eljutó rész, hiszen a mezőgazdaság és a városok is egyre többet felhasználnak belőle), így vízszintje csökkent, más időszakokban, például 2004-től kezdve folyamatosan, viszont a benne lévő vízmennyiség és ezáltal területe is növekszik. Felszíne több tíz méterrel a tenger szintje alatt található: 1979-ben még 46 méterrel, 1990-ben viszont már csak 34-gyel, majd a 21. század elejére ez az érték 44-re nőtt, később újra csökkenni kezdett. Legmélyebb része (ami a Cabritos-szigettől északra található) körülbelül 20 méter, tőle délre csak 10 méter körül van, de ezek az értékek is folyamatosan változnak. Az is változó, hogy hány sziget található benne: a Cabritoson kívül van még kettő, a Barbarita (vagy Chiquita) és az Islita, amely magas vízállás esetén eltűnik, nagyon alacsony vízállás esetén pedig félszigetté alakul. A tó vizének sótartalma magasabb a tengerénél, déli részében a mélyben mérték már 66 ppm-es értéket is.
A környék átlaghőmérséklete 27–28 °C, de elérheti akár a 36 fokot is. Az évi átlagosan 500 mm csapadék legnagyobb része májustól júniusig, illetve szeptembertől októberig hull.

## Élővilág
A tónak és környékének változatos élővilága van, ebből is kiemelkedik a madár- és a hüllővilág. Jellemző fajok a különféle flamingók, a hispaniolai orrszarvú leguán és a Cyclura ricordi nevű leguán, valamint a hegyesorrú krokodil, amelyből vadon itt él a világ egyik legnagyobb populációja. A vidék növényzetére nagyrészt a szárazságtűrő erdők jellemzők, de vannak olyan partvidékek, amelyeket mangrove borít. Jellegzetes növényfajok a Guaiacum officinale nevű királydinnye-virágú, a Prosopis juliflora nevű mimózaforma és a saona, amelynek gyümölcsét a leguánok előszeretettel fogyasztják. A Cabritos-sziget különlegessége, hogy itt található az egész amerikai földrész egyetlen olyan hiperxerofita száraz erdeje, amely a tenger szintje alatt helyezkedik el.

## Képek

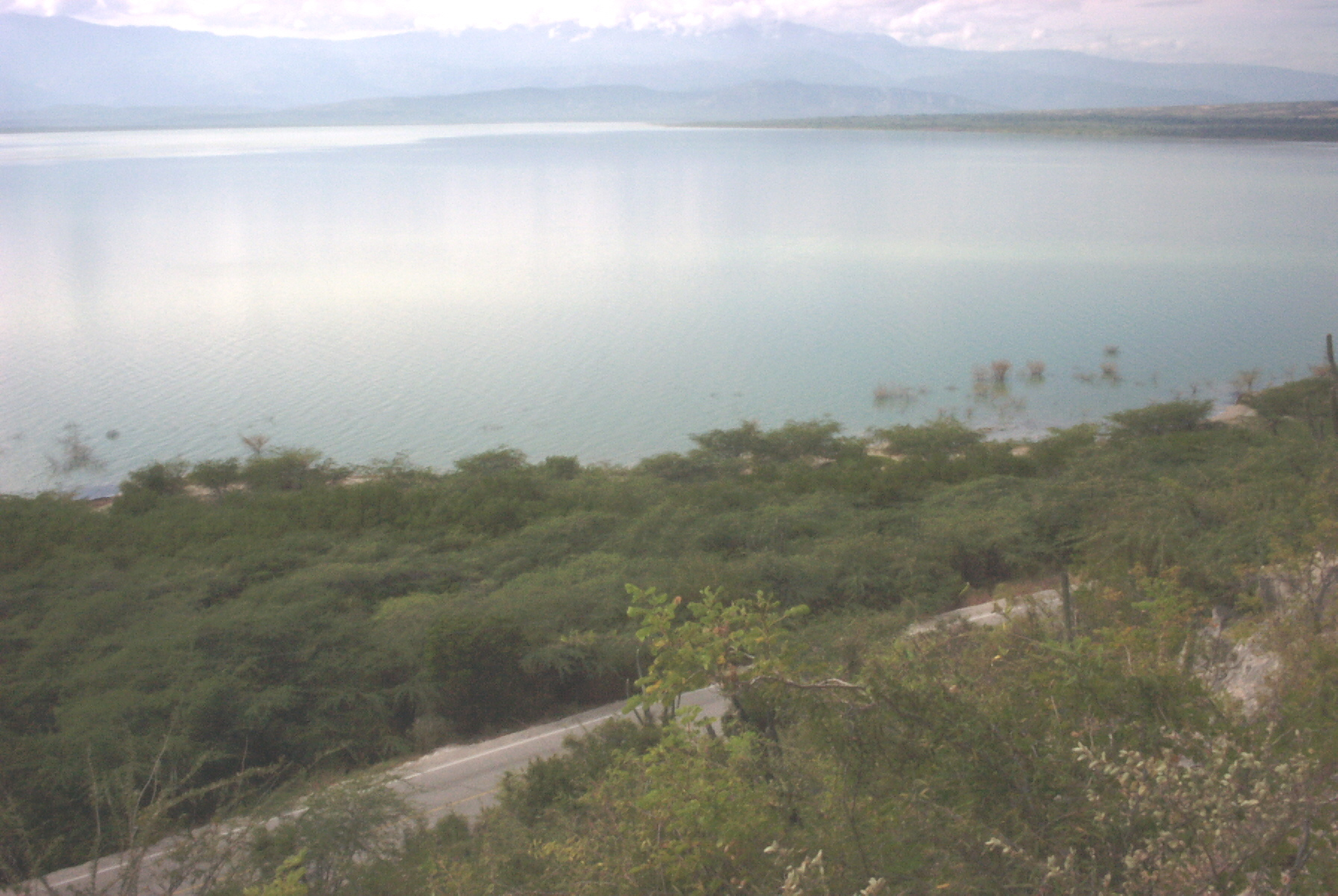
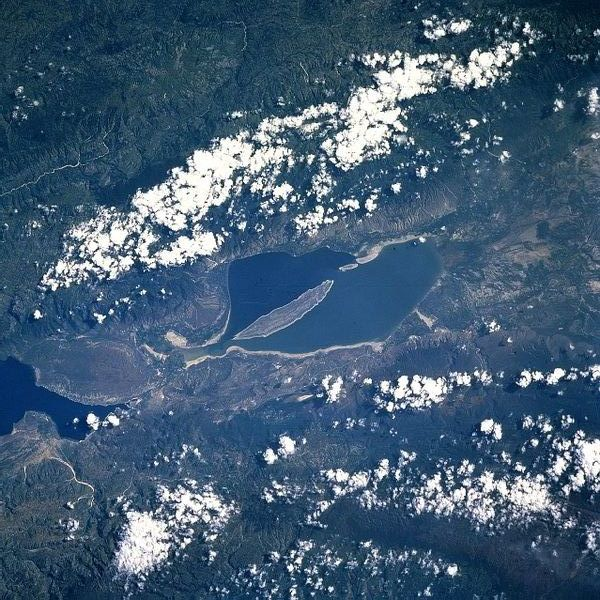
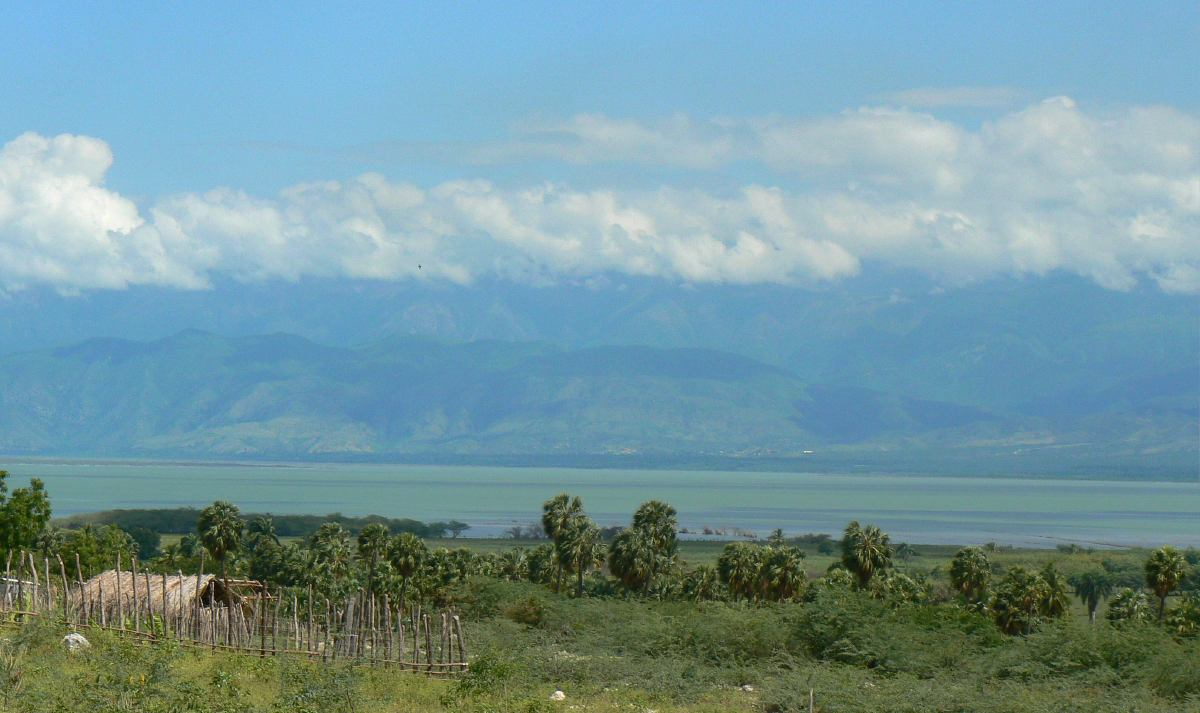
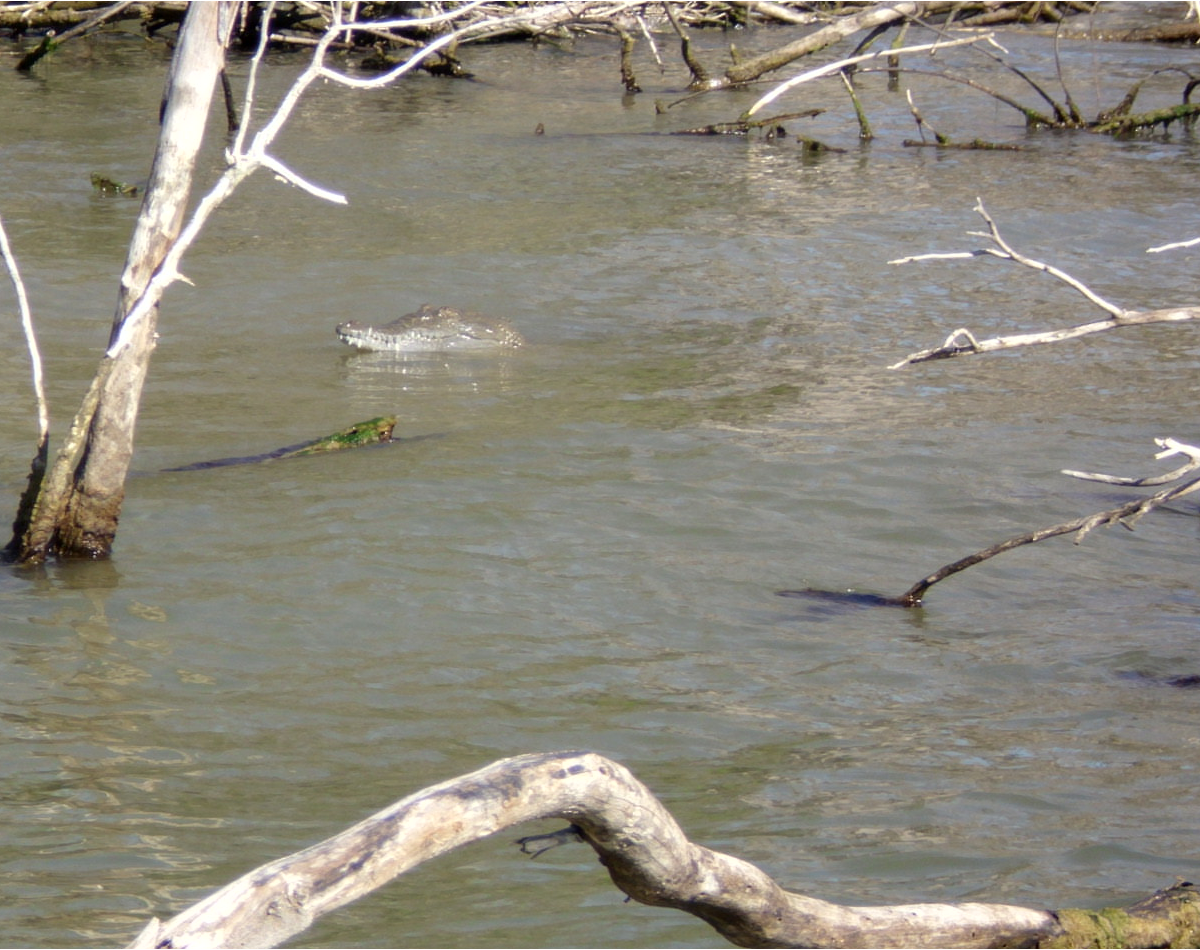